# آراندبی معاصر
آراَندبی معاصر (به انگلیسی: Contemporary R&B) سبکی از موسیقی غربی است که از ریتم اند بلوز مشتق شده است. این سبک که در دههٔ ۱۹۹۰ میلادی شکل گرفت، ترکیبی از موسیقی سول، فانک و هیپ هاپ را در خود دارد.

## افراد موفق بر پایه دهه
انجمن صنعت ضبط موسیقی آمریکا (RIAA) خوانندگان مایکل جکسون و ویتنی هیوستون را به عنوان دو هنرمند پرفروش آراَندبی در قرن بیستم تأیید کرده است.
در پایان سال ۱۹۹۹، مجله بیلبورد، ماریا کری و جنت جکسون را به عنوان اولین و دومین هنرمند موفق دهه ۱۹۹۰ معرفی کرد.
به گفته بیلبورد، موفق‌ترین هنرمندان آراَندبی دهه ۲۰۰۰، آشر، آلیشیا کیز، بیانسه، ماریا کری، ریانا، کریس براون، نی یو و ایکان بودند.